# Luigi Sala
Luigi Sala (Mariano Comense, 21 febbraio 1974) è un ex calciatore italiano, di ruolo difensore.

## Carriera
Cresciuto nelle giovanili del Como, fa il suo esordio in prima squadra all'età di 18 anni; poi, nelle successive tre stagioni diventa il perno della difesa della squadra lariana, proponendosi come uno tra i migliori giovani difensori italiani in circolazione.
Nel 1995 viene acquistato dal Bari, squadra nella quale fa il suo esordio in Serie A; infatti il 27 agosto esordisce allo stadio San Nicola contro il Napoli: la partita termina con il risultato di 1-1.
Nel 1998, a 24 anni, Sala viene acquistato dal Milan per 6 miliardi di lire, dove rimane per tre stagioni, esordendo anche nelle coppe europee. Nella stagione 1998-99, sotto la guida del tecnico Zaccheroni, contribuisce alla vittoria del campionato, giocando titolare nella difesa a tre con Paolo Maldini e Alessandro Costacurta.
Nel 2001, a seguito della mancata conferma da parte dello staff rossonero, viene ingaggiato dall'Atalanta, dove rimane per altri tre anni, prima di trasferirsi al Chievo, dove disputa un buon campionato, prima di passare nuovamente alla società bergamasca.
Nel giugno 2005 passa alla Sampdoria, allettato dalla possibilità di giocare la Coppa UEFA. La stagione è piuttosto sfortunata, visto che la squadra si salva solo alla penultima giornata, e Sala rientra tra i possibili partenti. Nell'estate 2006, l'allenatore della Samp Walter Novellino decide di confermare il giocatore, compiendo una buona scelta, visto che Sala si è imposto come il difensore blucerchiato più in forma.
Il 23 agosto del 2008 viene tesserato dall'Udinese, con la quale partecipa al campionato di Serie A 2008-09, chiuso al 7º posto. A fine stagione la società friulana non gli rinnova il contratto, e quindi il difensore si ritrova svincolato.
L'11 luglio 2009 viene acquistato a parametro zero dall'Albinoleffe, con cui firma un contratto biennale. Il 3 ottobre 2009, in Triestina-Albinoleffe, firma prima uno sfortunato autogol portando in vantaggio gli alabardati, poi segna il pareggio con un bel colpo di testa (la partita è poi finita 2-3 per l'Albinoleffe)
Nel luglio 2011 in scadenza di contratto con l'Albinoleffe, non rinnova il contratto con la società e rimane così svincolato. Pur non annunciando ufficialmente il ritiro, comunica la volontà, dal momento che all'inizio del campionato era ancora senza squadra, di smettere con il calcio giocato.

### Calcioscommesse
Coinvolto nell'inchiesta del calcioscommesse, il 26 luglio 2012 viene deferito dal procuratore federale Stefano Palazzi per illecito sportivo in merito a Albinoleffe-Siena.
Il 1º agosto patteggiando ottiene una squalifica pari a 2 anni.
Il 9 febbraio 2015 la procura di Cremona termina le indagini e formula per lui e altri indagati le accuse di associazione a delinquere e frode sportiva.

## Statistiche

### Presenze e reti nei club
Statistiche aggiornate al 12 giugno 2011.
| Stagione           | Squadra            | Campionato         | Campionato | Campionato | Coppe nazionali | Coppe nazionali | Coppe nazionali | Coppe continentali | Coppe continentali | Coppe continentali | Altre coppe | Altre coppe | Altre coppe | Totale | Totale |
| Stagione           | Squadra            | Comp               | Pres       | Reti       | Comp            | Pres            | Reti            | Comp               | Pres               | Reti               | Comp        | Pres        | Reti        | Pres   | Reti   |
| ------------------ | ------------------ | ------------------ | ---------- | ---------- | --------------- | --------------- | --------------- | ------------------ | ------------------ | ------------------ | ----------- | ----------- | ----------- | ------ | ------ |
| 1992-1993          | Como               | C1                 | 3          | 0          | CI+CI-C         | 0+4             | 0               | -                  | -                  | -                  | -           | -           | -           | 7      | 0      |
| 1993-1994          | Como               | C1                 | 24+1       | 0          | CI+CI-C         | 1+3             | 0               | -                  | -                  | -                  | -           | -           | -           | 29     | 0      |
| 1994-1995          | Como               | B                  | 33         | 1          | CI              | 3               | 0               | -                  | -                  | -                  | -           | -           | -           | 36     | 1      |
| Totale Como        | Totale Como        | Totale Como        | 60+1       | 1          |                 | 11              | 0               |                    | -                  | -                  |             | -           | -           | 72     | 1      |
| 1995-1996          | Bari               | A                  | 26         | 2          | CI              | 1               | 0               | -                  | -                  | -                  | -           | -           | -           | 27     | 2      |
| 1996-1997          | Bari               | B                  | 33         | 1          | CI              | 2               | 0               | -                  | -                  | -                  | -           | -           | -           | 35     | 1      |
| 1997-1998          | Bari               | A                  | 30         | 1          | CI              | 3               | 0               | -                  | -                  | -                  | -           | -           | -           | 33     | 1      |
| Totale Bari        | Totale Bari        | Totale Bari        | 89         | 4          |                 | 6               | 0               |                    | -                  | -                  |             | -           | -           | 95     | 4      |
| 1998-1999          | Milan              | A                  | 24         | 0          | CI              | 1               | 0               | -                  | -                  | -                  | -           | -           | -           | 25     | 0      |
| 1999-2000          | Milan              | A                  | 20         | 0          | CI              | 3               | 0               | UCL                | 1                  | 0                  | SI          | 0           | 0           | 24     | 0      |
| 2000-2001          | Milan              | A                  | 13         | 1          | CI              | 3               | 0               | UCL                | 4                  | 0                  | -           | -           | -           | 20     | 1      |
| Totale Milan       | Totale Milan       | Totale Milan       | 57         | 1          |                 | 7               | 0               |                    | 5                  | 0                  |             | 0           | 0           | 69     | 1      |
| 2001-2002          | Atalanta           | A                  | 31         | 4          | CI              | 4               | 0               | -                  | -                  | -                  | -           | -           | -           | 35     | 4      |
| 2002-2003          | Atalanta           | A                  | 30+1       | 3          | CI              | 1               | 0               | -                  | -                  | -                  | -           | -           | -           | 32     | 3      |
| 2003-2004          | ChievoVerona       | A                  | 17         | 2          | CI              | 1               | 0               | -                  | -                  | -                  | -           | -           | -           | 18     | 2      |
| 2004-2005          | Atalanta           | A                  | 29         | 3          | CI              | 8               | 1               | -                  | -                  | -                  | -           | -           | -           | 37     | 4      |
| Totale Atalanta    | Totale Atalanta    | Totale Atalanta    | 90+1       | 10         |                 | 13              | 1               |                    | -                  | -                  |             | -           | -           | 104    | 11     |
| 2005-2006          | Sampdoria          | A                  | 24         | 0          | CI              | 2               | 0               | CU                 | 4                  | 0                  | -           | -           | -           | 30     | 0      |
| 2006-2007          | Sampdoria          | A                  | 24         | 0          | CI              | 8               | 1               | -                  | -                  | -                  | -           | -           | -           | 32     | 1      |
| 2007-2008          | Sampdoria          | A                  | 26         | 1          | CI              | 3               | 1               | Int+CU             | 2+3                | 0+0                | -           | -           | -           | 34     | 2      |
| Totale Sampdoria   | Totale Sampdoria   | Totale Sampdoria   | 74         | 1          |                 | 13              | 2               |                    | 9                  | 0                  |             | -           | -           | 96     | 3      |
| 2008-2009          | Udinese            | A                  | 2          | 0          | CI              | 1               | 0               | CU                 | 1                  | 0                  | -           | -           | -           | 4      | 0      |
| 2009-2010          | Albinoleffe        | B                  | 28         | 3          | CI              | 1               | 0               | -                  | -                  | -                  | -           | -           | -           | 29     | 3      |
| 2010-2011          | Albinoleffe        | B                  | 31         | 2          | CI              | 0               | 0               | -                  | -                  | -                  | -           | -           | -           | 31     | 2      |
| Totale Albinoleffe | Totale Albinoleffe | Totale Albinoleffe | 59         | 5          |                 | 2               | 0               |                    | -                  | -                  |             | -           | -           | 61     | 5      |
| Totale carriera    | Totale carriera    | Totale carriera    | 448+2      | 24         |                 | 53              | 3               |                    | 15                 | 0                  |             | 0           | 0           | 519    | 27     |

## Palmarès
- Campionato italiano: 1

Milan: 1998-1999